# Elachista graeca
Elachista graeca is een vlinder uit de familie grasmineermotten (Elachistidae). De wetenschappelijke naam is voor het eerst geldig gepubliceerd in 2002 door Parenti.
De soort komt voor in Europa.